# گرابرون
شهر گرابروندر ایالت بادن-وورتمبرگ در کشور آلمان واقع شده‌است.